# ジェイソン・リー (プロレスラー)
ジェイソン・リー（Jason Lee、1992年10月18日 - ）は、香港の男性プロレスラー。香港出身。DRAGON GATE所属。血液型A型。

## 経歴
2009年6月6日、香港のプロレス団体「HKWF」でジェイソン・ニューとしてデビュー。
2011年1月、留学生として来日。1月28日、プロレスリングZERO1TAKESHIBAコロシアム大会の対トニー・バッキンバウワー戦で日本デビュー。
2012年9月、プロレスリングZERO1で開催された「天下一Jr.」に出場。
2013年1月、日本での留学を終えて香港に一時帰国。9月6日、リングネームをジェイソン・リーに改名。
2014年1月1日、プロレスリングZERO1に入団。
2015年12月、プロレスリングZERO1を退団。
2016年6月から9月、WWEで開催された「WWEクルーザー級クラシック」に出場。
2017年9月13日からDRAGON GATEにレギュラー参戦。
2019年1月16日、DRAGON GATEに入団。

## 得意技

### フィニッシュ・ホールド
香港旋風（ホンコン・トルネード）
リング上で仰向け状態に倒れている相手に自身は、コーナー最上段で外向きに立ち、ジャンプと同時に錐揉み回転を加えながら後方回転して勢いよく相手に向かって体重を浴びせるコークスクリュー式・変形ムーンサルト・プレス。ジェイソンの最上級のフィニッシャー。
マキシマムドライバー
ブレーンバスターの形から自身の右腕で相手の左腿を内側から抱え込み、そのまま担ぎ上げると同時にその場で旋回して、自身は開脚してから同時に相手の後頭部からマットに突き刺す旋回式変形フィッシャーマン・ドライバー。主なフィニッシャー。
死亡遊戯
相手の右腕を捕らえて逆上がりの形で相手の背中に飛びつき、そこから自身の両足で相手の両腕をフックし、両腿を抱えて勢いよく前方回転して相手を背中からマットに叩きつけ、そのままエビで固めてフォールを奪う変形スペル・ラナ。
エンター・ザ・ドラゴン
香港式ラ・マヒストラル
ジャーマンスープレックス

### 打撃技
バズソーキック
仰向けになった相手の上半身を起こして相手の左側頭部を振り抜いた右足の甲で蹴り飛ばす。
トラースキック
各種キック
ローキック、ミドルキック、ハイキック、ローリング・ソバット
ドロップキック
変形ネックブリーカードロップ
吉野正人から継承された技。

## タイトル歴
AWGC
- AWGCジュニアヘビー級王座

プロレスリングZERO1
- NWA世界&インターナショナルジュニアヘビー級王座

DRAGON GATE
- オープン・ザ・ブレイブゲート王座
- オープン・ザ・トライアングルゲート王座
- オープン・ザ・ツインゲート王座（パートナーは箕浦康太→"JUNKY"FANKY"KAMEI）